# Финляндия на зимних Олимпийских играх 1964
На Зимних Олимпийских играх 1964 года Финляндию представляло 52 спортсмена (46 мужчин и 6 женщин), выступивших в 7 видах спорта. Они завоевали 3 золотых, 4 серебряных и 3 бронзовых медали, что вывело финскую сборную на 4-е место в неофициальном командном зачёте.

## Медалисты
| Медаль  | Спортсмен                                                 | Вид спорта         | Дисциплина                |
| ------- | --------------------------------------------------------- | ------------------ | ------------------------- |
| Золото  | Ээро Мянтюранта                                           | Лыжные гонки       | Мужчины, 15 км            |
| Золото  | Ээро Мянтюранта                                           | Лыжные гонки       | Мужчины, 30 км            |
| Золото  | Вейкко Канкконен                                          | Прыжки с трамплина | Мужчины, малый трамплин   |
| Серебро | Ээро Мянтюранта Вяйнё Хухтала Калеви Лаурила Арто Тиайнен | Лыжные гонки       | Мужчины, эстафета         |
| Серебро | Мирья Лехтонен                                            | Лыжные гонки       | Женщины, 5 км             |
| Серебро | Вейкко Канкконен                                          | Прыжки с трамплина | Мужчины, большой трамплин |
| Серебро | Кайя Мустонен                                             | Конькобежный спорт | Женщины, 1500 м           |
| Бронза  | Арто Тиайнен                                              | Лыжные гонки       | Мужчины, 50 км            |
| Бронза  | Мирья Лехтонен Сенья Пусула Тойни Пёусти                  | Лыжные гонки       | Женщины, эстафета         |
| Бронза  | Кайя Мустонен                                             | Конькобежный спорт | Женщины, 1000 м           |